# Життя Еміля Золя (фільм)
«Життя Еміля Золя» (англ. The Life of Emile Zola) — біографічна драма 1937 року про життя французького письменника Еміля Золя.
У 2000 році його занесено до Національного кінореєстру Бібліотеки Конгресу.

## У ролях
- Пол Муні — Еміль Золя
- Глорія Голден — Александрін Золя
- Гейл Сондергаард — Люсі Дрейфус
- Йозеф Шильдкраут — капітан Альфред Дрейфус
- Володимир Соколов — Поль Сезанн
- Джон Літел — Карпентер
- Генрі О'Нілл — полковник Пікар
- Гілберт Емері — військовий міністр
- Монтегю Лав — Ежен Кавеньяк
- Роберт Беррат — Фердинанд Естерхазі
- Дональд Крісп — майстер Лаборі
- Дікі Мур — П'єр Дрейфус
- Чарльз Річман — Делагорг

## Нагороди
Премія «Оскар» (1937 рік):
- найкращий фільм
- найкраща чоловіча роль другого плану (Йозеф Шильдкраут)
- найкращий адаптований сценарій

Премія Спільноти кінокритиків Нью-Йорка (1937 рік):
- найкращий фільм
- найкраща чоловіча роль (Пол Муні)

## Номінації
Премія «Оскар» (1937 год):
- найкраща чоловіча роль (Пол Муні)
- найкраща робота художника (Антон Грот)
- найкраща робота асистента режисера (Рассел Сондерс)
- найкраща режисура (Вільям Дітерле)
- найкраща музика (Макс Стайнер)
- найкращий звук